# Omotski jezici
Omotski jezici ili omotički jezici, jedna od porodica afrazijskih jezika koja obuhvaća (29 s novopriznatim jezikom gayil) jezika što se govore na području istočnoafričke države Etiopije. Porodica se sastoji od dvije glavne skupine, sjeverne i južne. Po ranijoj klasifikaciji pripadalo joj je 28 jezika,
A) sjevernoomotski jezici (24), Etiopija: 
a1. Dizoid jezici (3): dizi, nayi, sheko.
a2. Gonga-Gimojan jezici (17):
a2. 1. Gimojan (13):
a. Janjero (1) Etiopija: yemsa.
b. Ometo-Gimira (12):
b1. Chara (1) Etiopija: chara.
b2. Gimira (1) Etiopija: bench.
b3. Ometo (prije 10; danas na 12): basketo, dorze jezik, kachama-ganjule, koorete, Male, melo, oyda, wolaytta, zayse-zergulla; Izgubio status gamo-gofa-dawro, podijeljen na, gamo, gofa i dawro.
a2. 2. Gonga (4): 
a. centralni (1): anfillo.
b. sjeverni (1):  boro.
c. južni (2): kafa, shekkacho.
a3. Mao jezici (4): 
a3. 1. istočni (1): bambassi.
a3. 2. zapadni (3): ganza, hozo, seze.
B) južnoomotski jezici (ranije 4; danas 5  priznatih), Etiopija: aari, dime, hamer-banna, karo. Novopriznati jezik: gayil.